# 西鉄600形電車 (鉄道・2代)

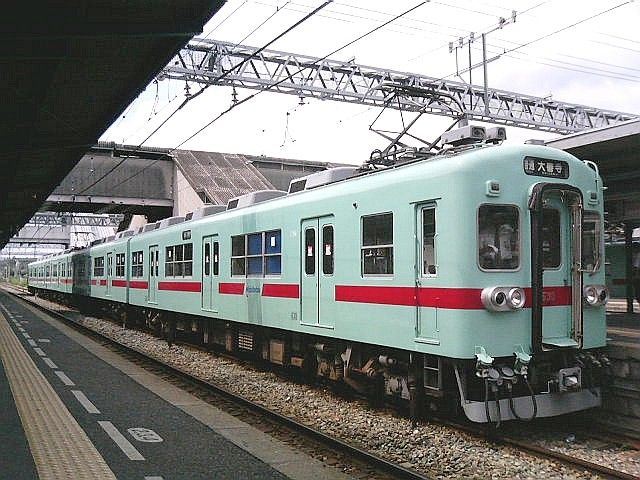
天神大牟田線で使用されていた600形 前から630-680-631-681

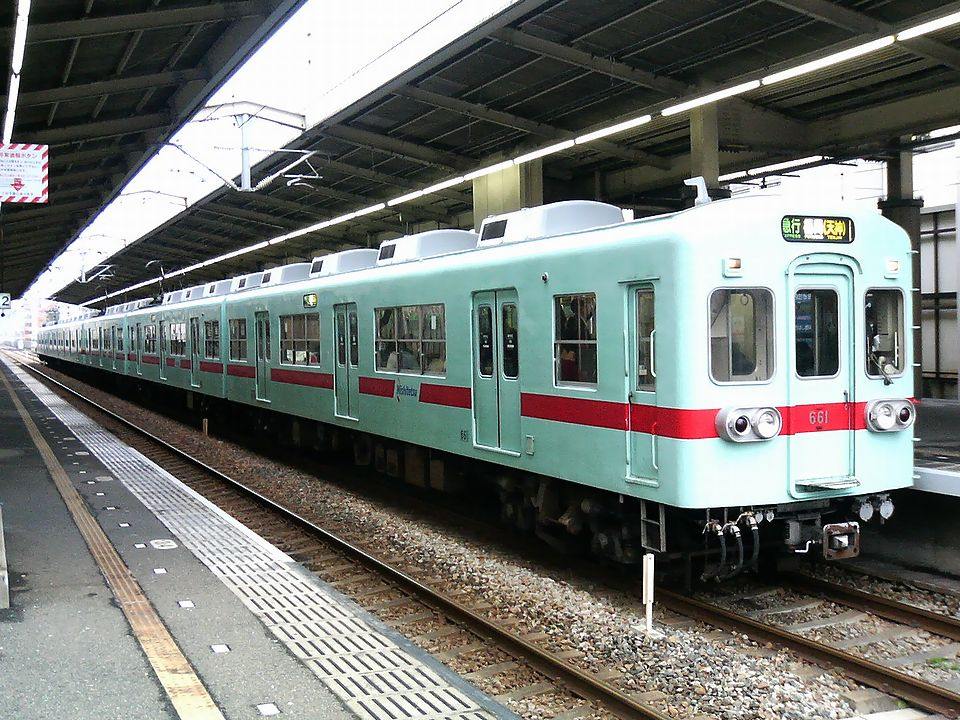
天神大牟田線で使用されていた600形 前から661-611-610-672-622-621

西鉄600形電車（にしてつ600けいでんしゃ）は、西日本鉄道（西鉄）が大牟田線（現・天神大牟田線）向けとして1962年（昭和37年）から1972年（昭和47年）まで製造した通勤形電車。

## 概要
1960年代、大牟田線では沿線地域の人口が急増したことから利用客が増加し、ラッシュ時の混雑が激しくなってきたため、西鉄では1961年（昭和36年）度から第一次輸送力増強3か年計画を策定、実施した。1961年には当時西鉄最大の車両であった300形のうち4本の編成を3両編成化しラッシュ時の5両編成での運転を開始したが、これに続き、翌1962年（昭和37年）からは2 - 3両固定編成を組む新形式の大形通勤車として本形式が製造された。
1962年から1972年（昭和47年）の10年間、合計9次に分けて27編成57両が製造された（ほかに在来車からの編入車両が1両存在した）。製造は全車両とも川崎（川崎車輛→川崎重工業）である。なお、本形式以降の大牟田線（天神大牟田線）車両はすべて川崎重工業により製造されている。
のちに甘木線や宮地岳線（現・貝塚線）にも転用された。

## 車両構造
※ここではおもに製造当初の仕様について記述する。

### 編成・形式
形式は電動車のモ600形と制御車のク650形の2種類である。
モ600形は大牟田方の先頭もしくは中間部に連結される車両で、ク650形は福岡・太宰府方の先頭車である。モ600形-ク650形の2両編成と、モ600形+モ600形-ク650形の3両編成が製造された。全車両とも片側に運転室を備えており、中間車は製造されなかった。3両編成については、中間部のモ600形も先頭車と同様、大牟田方に運転装置を設置しており、保守点検などの際には先頭車を切り離し、2両のみでの運行も検討されていた。なお後年の改造で運転台なしの中間車も登場したが、これについては後述する。
ク650形には電動発電機 (MG) 、電動空気圧縮機 (CP) を備える。

### 車体
車体は1両（ク653）を除き全普通鋼製で、従来の車両より車体長さを延長し、全長19.5m（車体長19m）の大形車体としている。扉は300形と同じ片側3扉配置であるが、幅1,300mmの両開き扉としてラッシュ時の乗降時間の短縮が図られている。客室側窓は上段下降下段上昇式のユニット窓である。当初の塗装は当時の西鉄標準色である上半分クリーム色、下半分あずき色のツートンカラーであった。扉と窓の配置はd1D3D3D2で、京阪電気鉄道・阪急電鉄・阪神電気鉄道などで採用例が多い、いわゆる関西型である。
前面は中央に貫通扉を設けた貫通形で、貫通扉上に前照灯を設置し、前面両側窓上に通過標識灯と兼用の尾灯を設けている。

### 台車・機器

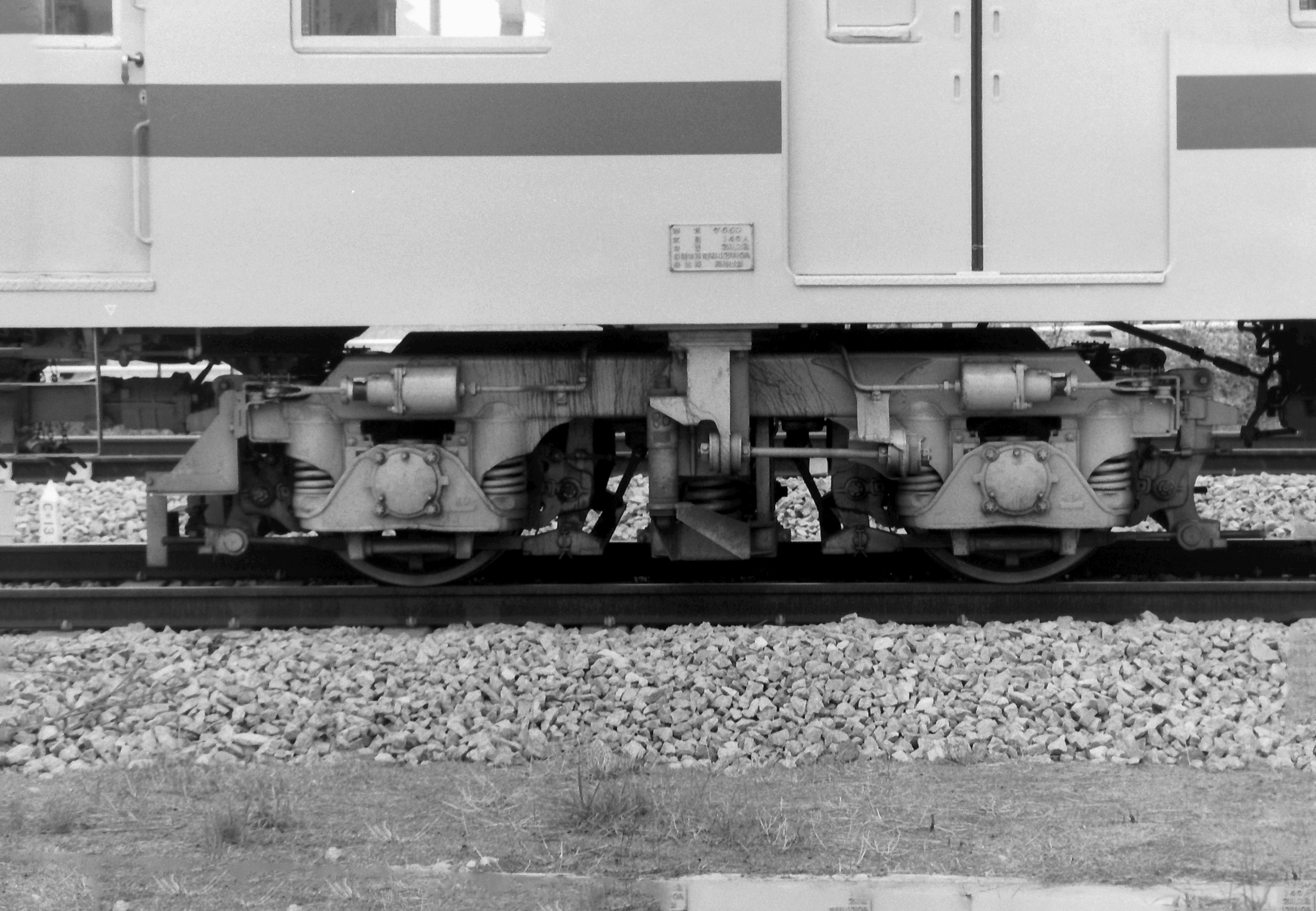
川車622台車

台車は固定軸距2,150mm、車輪径860mmのコイルバネ台車である川車621（電動車）/川車622（制御車）を使用している。最終製造の631・681では台車形式が川重KW-7/KW-8に変わっているが、基本構造は川車621/622と同一である。
駆動装置にはカルダン駆動方式（WN式）を採用したいわゆる高性能車である。本形式以前に製造された高性能車の1000形・1300形は電動車2両に動力関係機器を分散させるユニット方式となっていたが、本形式はMT比1:1とし、電動車1両に動力関係機器を集中させる1M方式としており、2両ユニット方式に近い性能を実現するため主電動機は135kWの大出力電動機（三菱電機MB-3070-A）を採用している。
パンタグラフはモ600形の運転台寄り屋根上に設けている。
貝塚線は、DT21B台車を使用している。

## 製造時期による違い
各車の製造時期と、製造時期による差異を記す。編成はすべて左側が大牟田方、右側が福岡（天神）・太宰府方。
1次車（1962年製造）
601-651 - 603-653の2両編成3本と、増結用の604が製造されている。このうち653は新製車ではなく、100形の制御車ク156を600形に改造編入して改番したもので、車体は従来の15m2扉のままであり異彩を放った。
2次車（1963年製造）
605-655 - 607-657の2両編成3本が製造された。
3次車（1964年製造）
608+609-659・610+611-661の3両編成2本が製造された。
4次車（1965年製造）
612-662・613-663の2両編成2本と、制御車の654が製造された。これにより604は654と編成を組み2両固定編成となった。貫通路窓下に手動式の行先表示器を新設したが、列車種別は従来どおり表示板による表示のままであった。
5次車（1966年製造）
614-664 - 616-666の2両編成3本が製造された。
6次車（1967年製造）
617-667 - 620-670の2両編成4本と、621+622-672の3両編成1本が製造された。
7次車（1969年製造）
623-673 - 625-675の2両編成3本と、626+627-677の3両編成1本が製造された。ATS車上子を保護するため前面の車体下にスカートを新設した。
8次車（1971年製造）
628-678 - 630-680の2両編成3本が製造された。川崎車輛の合併により、メーカーが川崎重工業に代わっている。前照灯はシールドビーム2灯に変更された。
9次車（1972年製造）
631-681の2両編成1本が製造された。台車は631がKW-7、681がKW-8に変更されているほか、パンタグラフが下枠交差式に、CPがDH-25からC-1000に変更された。同時に本形式に準じた車体で電動車を2両ユニットとした700形4両編成1本も製造されている。これをもって本形式の製造は打ち切られた。

## 歴史

### 1989年までの動き
製造当初はおもに普通列車運用を中心とし、朝夕ラッシュ時のみ最長7両編成を組んで特急・急行に使用され、1971年（昭和46年）からは日中の急行にも使用されるようになった。
1973年（昭和48年）5月10日のダイヤ改正で特急は終日6両編成以上で運行されるようになったため、同改正で運転を開始した2000形とともに冷房改造車が6両編成で日中の特急に使用されるようになった。また翌1974年（昭和49年）5月20日のダイヤ改正では2000形が6編成揃い、日中の特急・急行を全面的に冷房車で運用することになったため、特急運用は減少したものの4両編成で日中の急行に使用されるようになった。
1970年代から冷房改造などの様々な改造が施されている。以下に1989年（平成元年）までに実施されたおもな改造を記す。1989年以降の動きは後述する。

#### 冷房化改造工事
700形と同時に製造された631F（F=編成）は製造後間もない1972年12月に冷房改造が実施され、西鉄の鉄道車両では初の冷房車となった。他車についても翌1973年（昭和48年）から1976年（昭和51年）までの間に順次冷房化改造が実施されている。冷房装置は2000形と同様、1台あたりの冷房能力8,500kcal/hの集約分散式を屋根上に4台ずつ設置している。
冷房化改造と同時にMGが交換され、2両固定編成は容量60kVAのCLG-355A、3両固定編成は容量120kVAのCLG-350Eに変更された。
603Fについては1975年（昭和50年）に603のみが605-655の編成と同時に冷房化された上で603+605-655の3両固定編成に組み替えられ、100形の改造車である653は冷房化されることなく廃車となった。

#### 方向幕設置・前照灯移設改造
1978年（昭和53年）から1980年（昭和55年）にかけ、従来の手動式行先表示器・表示板に代わり、5000形と同様に貫通扉上部と車体側面中央上部に自動式の方向幕を設置する改造が実施された。これにより前照灯は前面窓下に移設されることとなり、当初は前照灯のみを両側に1個ずつ取り付けていたが、このスタイルはデザイン性が皆無であり、大変評判が悪かったことから、すぐに前照灯と尾灯を一体化したケースを前面両側窓下に設置するという5000形と同様の方式に変更された。ただしケースの形状は筑豊電気鉄道2000形（3両連接車）のものと同一の長円形であり、5000形に採用された角ばった形状のものとは異なっている。
さらにこの後には車体塗装が5000形と同様のアイスグリーン色地、ボンレッド帯に変更された。
この一連の工事は1980年代前半までに終了している。過渡期の外観については下記「#昭和50年代の西鉄600形」の画像も参照されたい。

#### 3両固定編成化
先述のように本形式は全車運転台付きで製造され、3両固定編成は必要に応じて先頭車を切り離して2両で使用することが可能であったが、輸送増に伴い列車の長編成化が進み、先頭車を切り離すことがなくなったため、3両編成の中間車である605・627は1981年（昭和56年）から翌1982年（昭和57年）にかけて運転台を撤去し、中間電動車とされた。中間車化により、乗務員室ドアが撤去されてその跡に窓が1枚増設され、運転室は完全に撤去されてその跡は客室となり、定員は140人（座席50人）から150人（座席56人）に増加した。運転台撤去部分の通路と妻面の形状はそのままである。
1985年時点での3両編成は以下の編成である（斜字は運転台撤去車。すべて左側が大牟田方、右側が福岡方）。
- 603-605-655
- 608+609-659
- 610+611-661
- 621+622-672
- 626-627-677

626Fについては3両固定編成化改造工事と同時に電動車の626・627を2両ユニット化し、制御装置を5000形と同じ1C8M方式に変更した。主制御器とパンタグラフは627に設置し、CPは626に移設している。このため3両編成車の中でこの編成のみパンタグラフが編成中1基搭載となった。主電動機も5000形と同一のものに交換されたが、出力は変わっていない。
なお3両編成の中間車のうち609・611・622は運転台・運転室がそのまま残されたが、前述した方向幕設置や前照灯移設改造は実施されておらず、製造当初の前照灯、尾灯兼通過標識灯のままで、運転台側連結面の塗装も中間車の連結面と同様、アイスグリーン一色となった。
また3両編成については全編成とも1987年（昭和62年）から1990年（平成2年）にかけてCPをDH-25から4両固定編成と同じC-2000Mに交換したほか、大牟田方先頭車も中間に連結できるよう、先頭部に貫通幌とジャンパ連結器が設置された。

#### 4両固定編成化

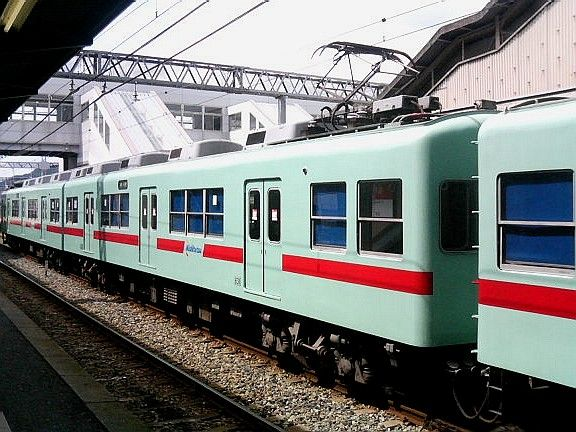
中間車化改造された631。手前がもと運転室側

1986年（昭和61年）から翌1987年にかけ、おおむね後期に製造された2両編成8本を2本ずつ連結し、4両固定編成4本に組み替える改造が実施された。改造された車両は以下のような新編成となっている（すべて左側が大牟田方、右側が福岡方）。
- 620-670-623-673
- 624-674-625-675
- 628-678-629-679
- 630-680-631-681

この改造により中間車となった車両は先に改造された605・627と同様に運転台・運転室が撤去され、定員も同様に増加している。運転台撤去部分の車体形状も605・627とほぼ同形であるが、乗務員室ドア跡に新設された窓の左右寸法が605・627に比べて広くなった。また、620にはスカートが設置された。
形式称号は電動車については変更がないが、制御車から付随車に改造された車両はク650形からサ650形に改められた。改造に合わせてMG・CPも従来のCLG-355A・DH-25から大容量のものを編成中に1基だけ設ける方式に変更され、付随車サ650形に容量120kVAのMG（CLG-350E）を、制御車ク650形に大型CP（C-2000M）を新設した。余剰となったCLG-355Aは宮地岳線300形・313形の冷房化のために転用された。

### 1989年以降の動き
1989年に8000形が製造されたことから大牟田線では余剰が発生し、旧形車の置き換えのため一部が甘木線・宮地岳線に転用された。大牟田線ではこの転属により2001年までの間、甘木線乗り入れ列車を除き2両編成は使用されなくなった。

#### 大牟田線用車両

##### 甘木線向け改造

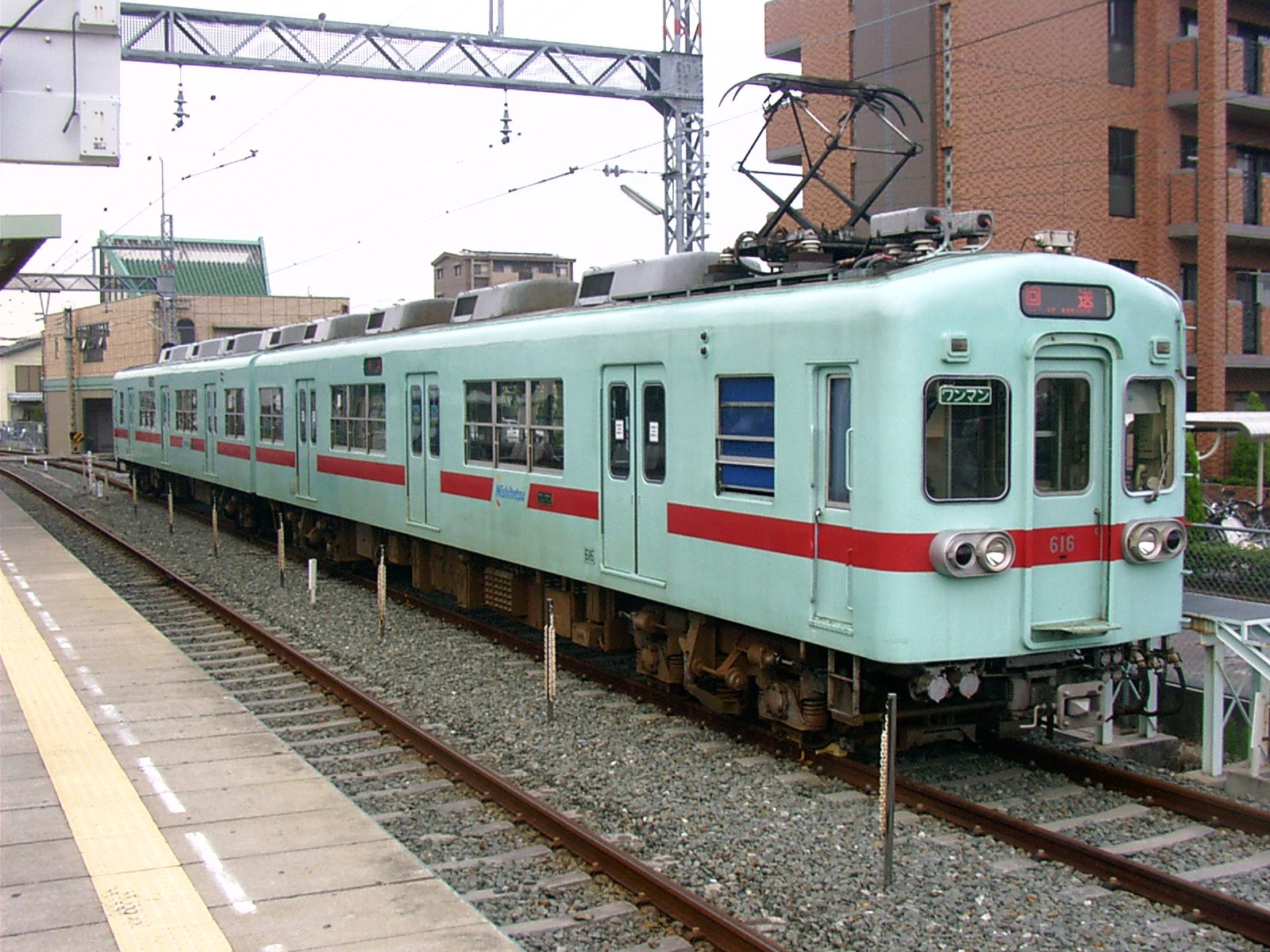
甘木線用にワンマン化された616F

本形式のうちおおむね中期に製造された2両編成9本は8000形の製造に伴う2000形の急行転用に伴い、1989年（平成元年）から200形の置き換えのため甘木線用に改造されている。
おもな改造内容はワンマン運転対応化工事で、以下のような改造が実施された。
- ワンマン運転対応化
  - 前面左側の窓にワンマン表示灯を設置
  - 運転室に自動放送装置を設置
  - 客室内に非常通報装置を設置
  - 連結面に発車ベルを設置
- 戸閉め配管を一部変更し、中扉を締め切り

運賃収受方法の関係で、運賃箱や整理券発行機は設置されていない。塗色は変更されなかった。607Fと619Fは本線・甘木線両用とされ、ワンマン・ツーマン切替装置が設けられ、ツーマンの際は中扉を開閉することが可能であった。
1989年3月10日のダイヤ改正により甘木線での運用が開始され、同年10月1日のワンマン運転開始までにワンマン対応化が実施されている。その後、1990年から1995年（平成7年）にかけてパンタグラフが菱形から下枠交差式に、CPがDH-25からC-1000LAにそれぞれ交換されたほか、車体更新も実施された。
大牟田線・甘木線両用車の607Fと619Fは他車が検査・故障などで入場した際、607Fと619Fを併結した4両編成または大牟田線用本形式との併結で大牟田線でも使用された。改造後は607Fと619Fを除き基本的に甘木線列車の乗り入れ以外で大牟田線を走ることはなかったが、2001年（平成13年）11月10日のダイヤ改正により、甘木 - 大牟田間の直通運転が開始されたことで大牟田線運用への復帰を果たした。2003年（平成15年）以降、7050形への置き換えが順次進められ、翌2004年（平成16年）の秋ごろ、616Fを最後に甘木線から完全に撤退した。撤退後、614Fは2003年に救援車モエ900形901・クエ900形902に改造され、616F・619Fは転用改造を受けて宮地岳線へ転籍されたが、その他の車両は廃車となった。

##### 大牟田線専任車両の動き
3両編成のうち宮地岳線に転用された608Fを除く4編成と、4両編成全4編成の計28両は甘木線・宮地岳線に転用されることなく引き続き大牟田線で使用された。これらについては甘木線用車両と同様、1990年から1997年（平成9年）にかけてパンタグラフが下枠交差式に変更され、車体更新が実施された。
その後、6000形・6050形の増備により運用が縮小し、1995年3月25日のダイヤ改正では定期の特急運用が消滅した。6000形6157Fが運用開始した2000年（平成12年）に603Fが廃車となったのを皮切りに、7000・7050形および3000形の導入に伴い順次廃車が進められ、620F・624F・628Fが2001年に、610F・626Fが2006年（平成18年）に、621F・630Fが2007年に廃車となり全廃された。天神大牟田線では2008年に最高速度が100km/hから110km/hに引き上げられたが本形式はこれに対応する改造を施されず、最高速度向上前に全車が天神大牟田線から姿を消すことになった。

#### 宮地岳線向け改造

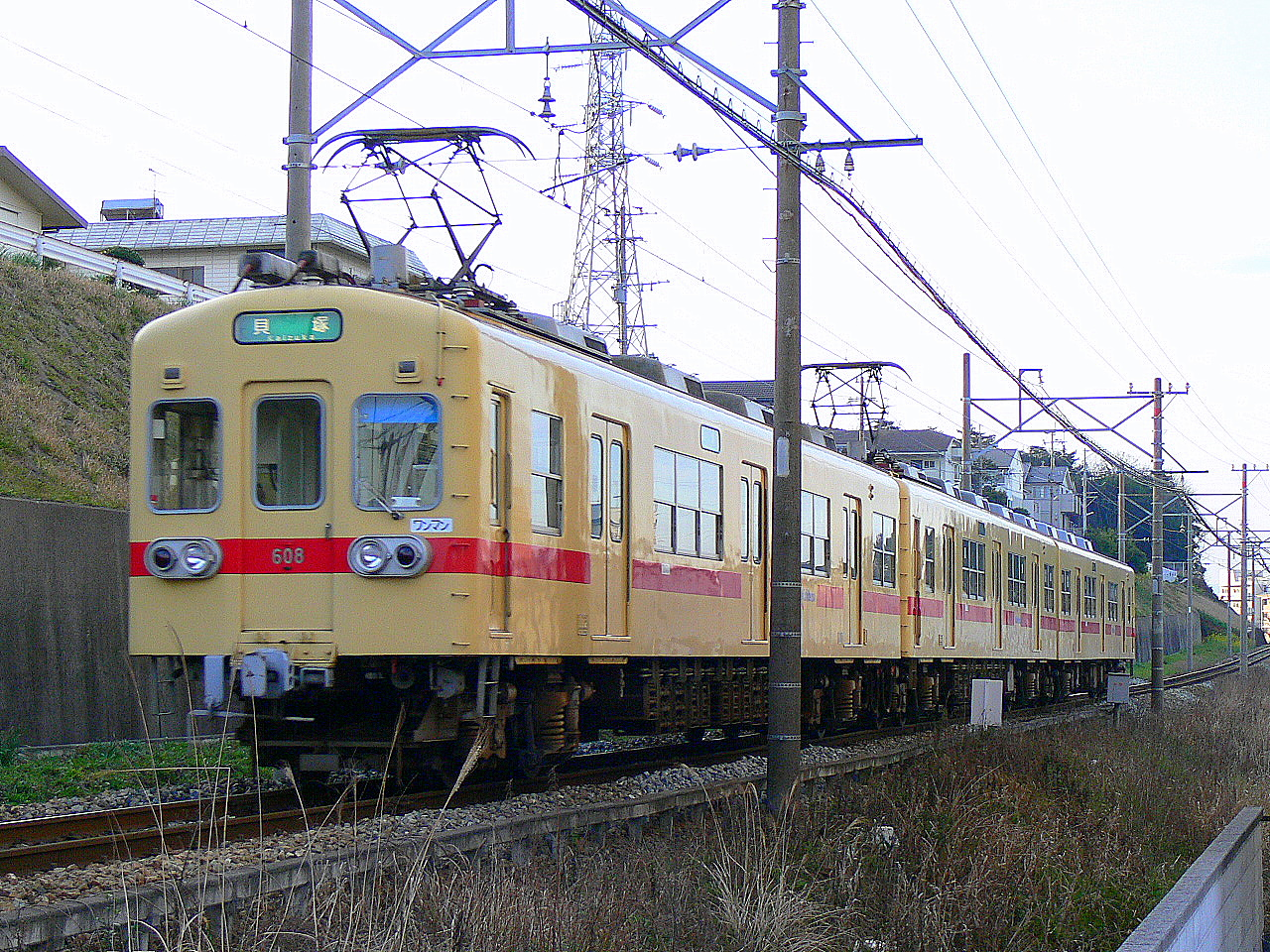
3両編成時代の608F

2両編成4本、3両編成1本については非冷房車120形の置き換えのため、1990年（平成2年）から翌1991年（平成3年）にかけて宮地岳線への転用改造が実施され、1990年6月1日より営業運転を開始した。こちらはおおむね初期の車両が転用対象となった。
宮地岳線は狭軌であり、転用にあたってはおもに以下のような改造が施された。
- ワンマン運転対応化
  - 前面左側の窓にワンマン表示灯を設置
  - 運転室に自動放送装置を設置
  - 客室内に非常通報装置を設置
  - 連結面に発車ベルを設置
- 台車を120形から流用した東急車輛製造製TS301形台車に交換
- 車体塗装を宮地岳線在来車と同じ黄色（オキサイドイエロー）地に赤色（ボンレッド）帯に変更
- 先頭部の連結器をトムリンソン式密着連結器から並形自動連結器に交換
- 前面貫通幌・幌枠、ジャンパ連結器の撤去

東急車輛TS301台車はもともと東京急行電鉄初代5000系の廃車発生品で、1986年に譲り受け、120形の旧台車と交換していたものであるが、18m超軽量車体用の台車であり強度が弱いため、本形式への転用にあたり補強工事が実施されている。主電動機も同台車に装架されていた東芝製SE-158（110kW）をそのまま使用したが、電気制動・弱界磁制御は使用されなかった。
甘木線用車両と同様、運賃箱や整理券発行機は設置されていない。
連結位置はモ600が津屋崎方、ク650が貝塚方である。
その後、台車・電気部品の老朽化により、1995年から順次、全編成とも台車を西武鉄道701系の廃車発生品である住友金属工業FS342形台車に交換している。本形式は1C4M方式であるが西武701系は1C8M方式であったため、主電動機については西武701系のものを使用せず、東洋電機製造で新製した出力120kWのTDK8066-Aに交換し、電気制動・弱界磁制御を使用するようになった。
2003年には甘木線で使用されていた619Fが300形の置き換えのため台車をFS342形に交換し、他の宮地岳線用本形式編成と同一仕様に改造された上で宮地岳線に転用された。続いて2005年（平成17年）には616Fも同様に転用されている。これにより宮地岳線の本形式は2両編成6本、3両編成1本体制となった。また同時期から、全車ともパンタグラフが従来の菱形から下枠交差式に取り替えられた。
2007年（平成19年）の宮地岳線一部廃止時には廃車はなく、引き続き全7編成が貝塚線で使用された。同年、宮地岳線一部廃止直前までに順次、連結面の発車ベルは電子音式のものに交換された。同年12月26日のダイヤ改正で全列車終日2両編成となったのに伴い、2008年2月16日付で608Fの中間車609が廃車となり、同編成は608-659の2両固定編成となった。
2015年には天神大牟田線の救援車であったモエ901・クエ902が313系315Fの代替として転用された。内装を旅客用に復元して他の貝塚線用600形とほぼ同一仕様とし、番号も614・664に戻して、同年1月24日、313Fの最終運行後にハンドル継承式を行い営業運転を開始した。これにより貝塚線所属車両は2両編成8本となった。
各編成の転籍日は以下のとおりである。
- 601F - 1991年5月19日
- 602F - 1990年5月18日
- 604F - 1990年6月8日
- 606F - 1990年7月5日
- 608F - 1991年6月30日
- 614F - 2015年1月17日
- 616F - 2005年4月27日
- 619F - 2003年6月6日[1]

##### ラッピング・ヘッドマーク取り付けなど（宮地岳線→貝塚線）
貝塚線所属の車両はラッピングが施されたり、ヘッドマークを取り付けての運行が実施されたりすることがある。

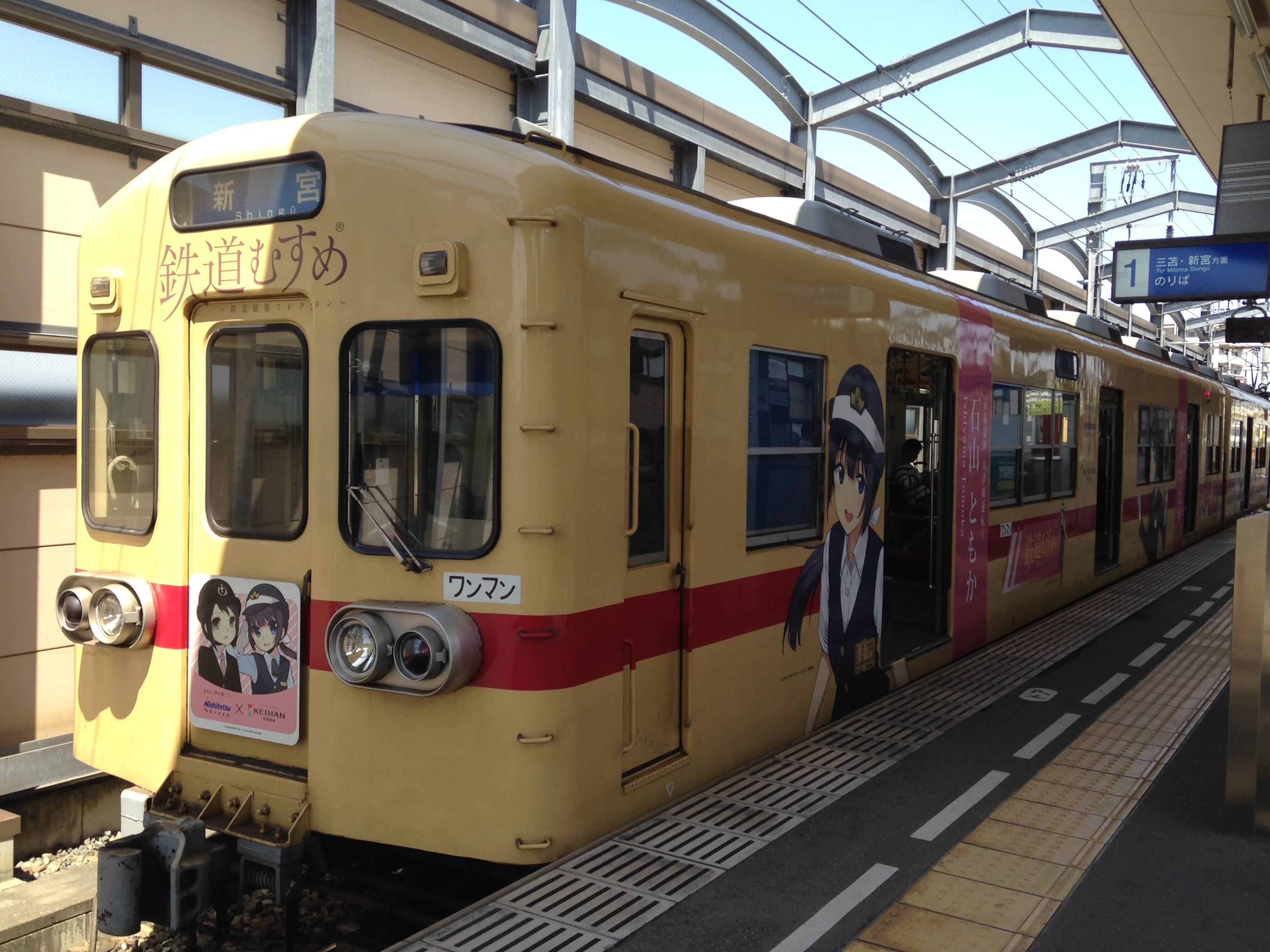
鉄道むすめ (606F) 鉄道むすめの西鉄電車キャラクター「朝倉ちはや」と京阪電車キャラクター「石山ともか」のラッピング（2016年3月19日から9月30日まで運行）
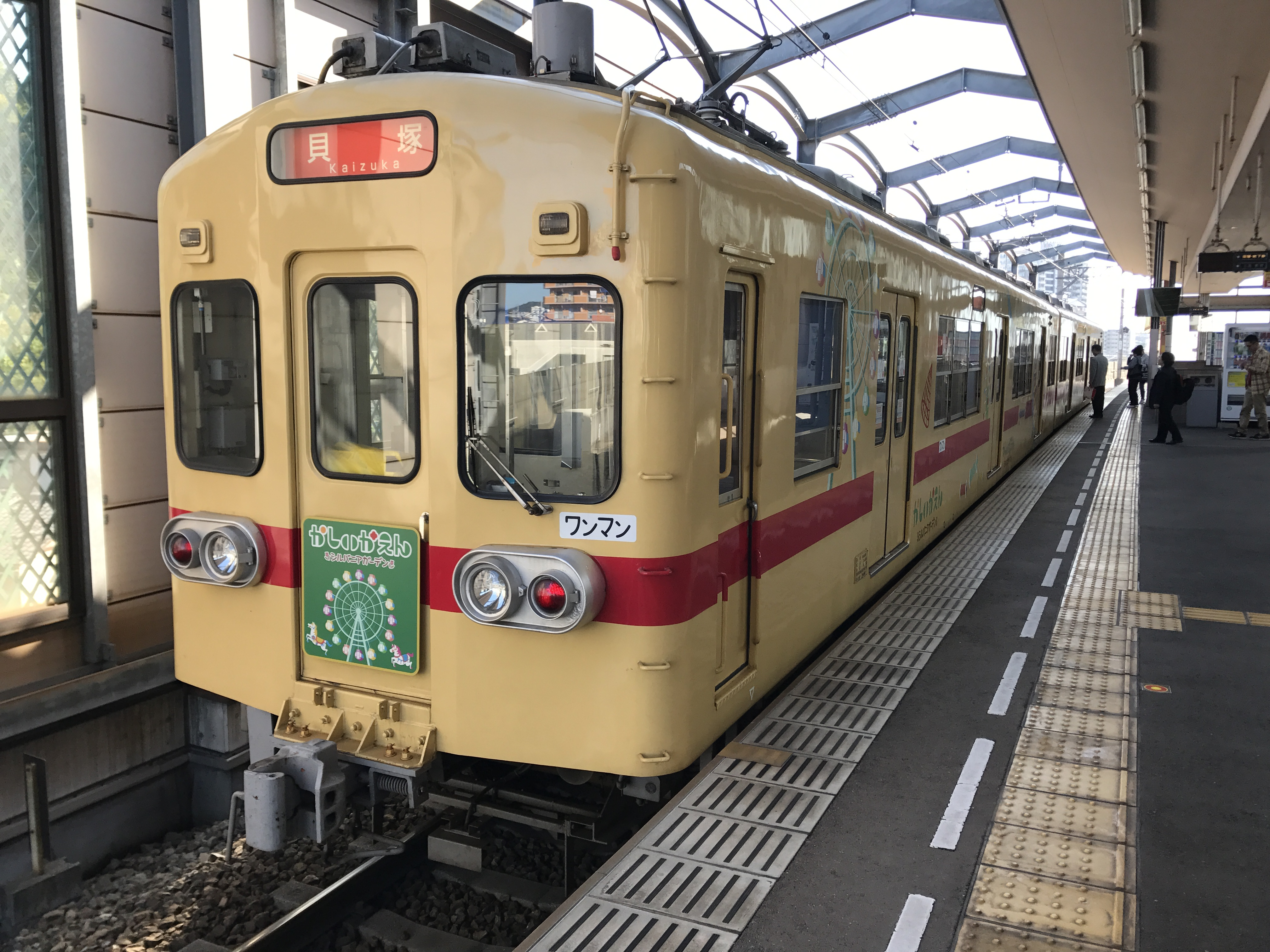
かしいかえんシルバニアガーデン (601F) かしいかえんシルバニアガーデンのリニューアルに伴い運行された（2017年3月16日から約1年間運行）
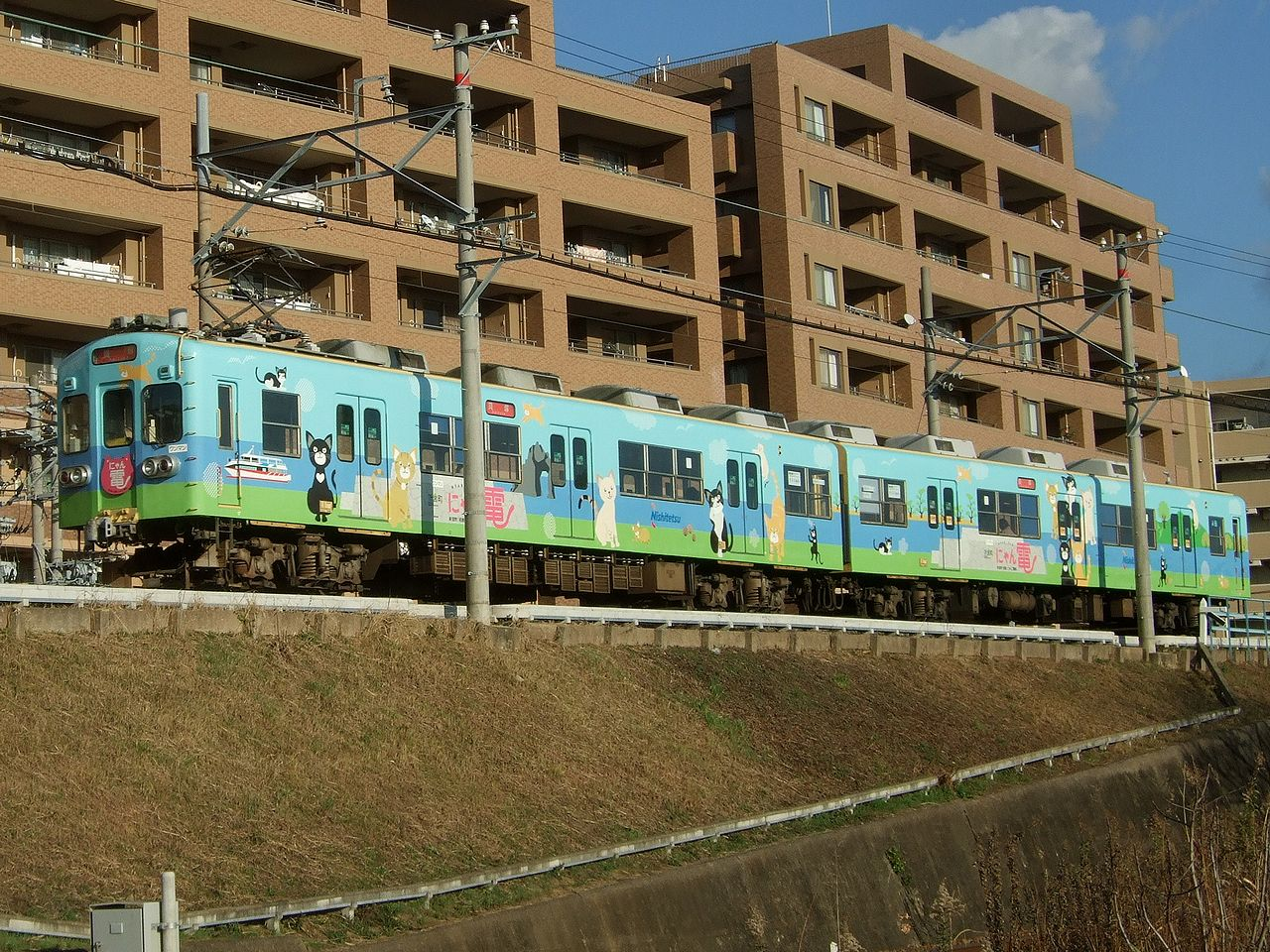
にゃん電 (601F) 新宮町おもてなし協会とのタイアップで相島の猫にちなみ様々な猫のイラストが入れられている（2018年3月31日から2020年12月13日まで運行）
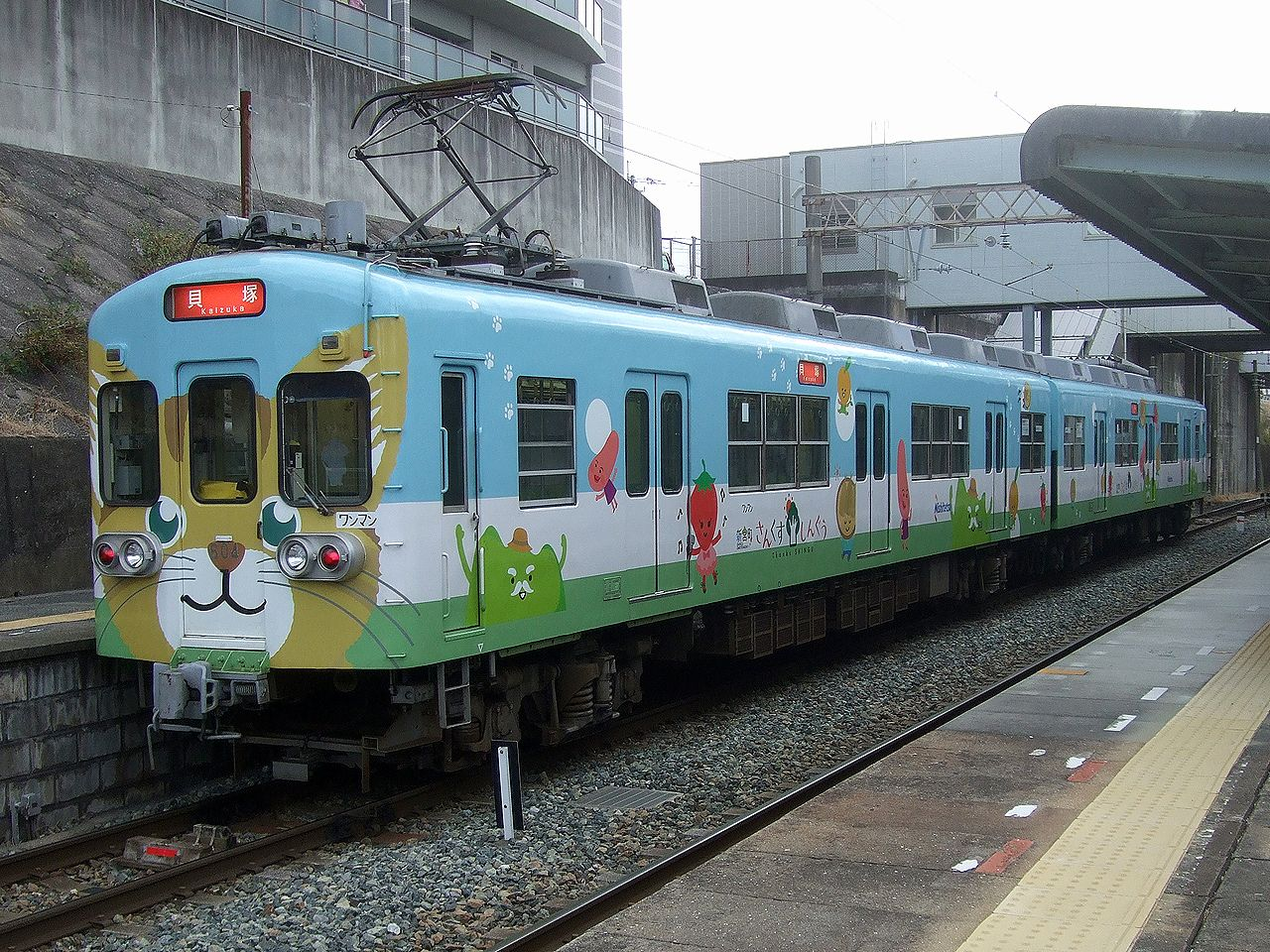
さんくすしんぐう (604F) 新宮町おもてなし協会とのタイアップ第2弾（2020年2月12日から2023年12月3日まで運行）
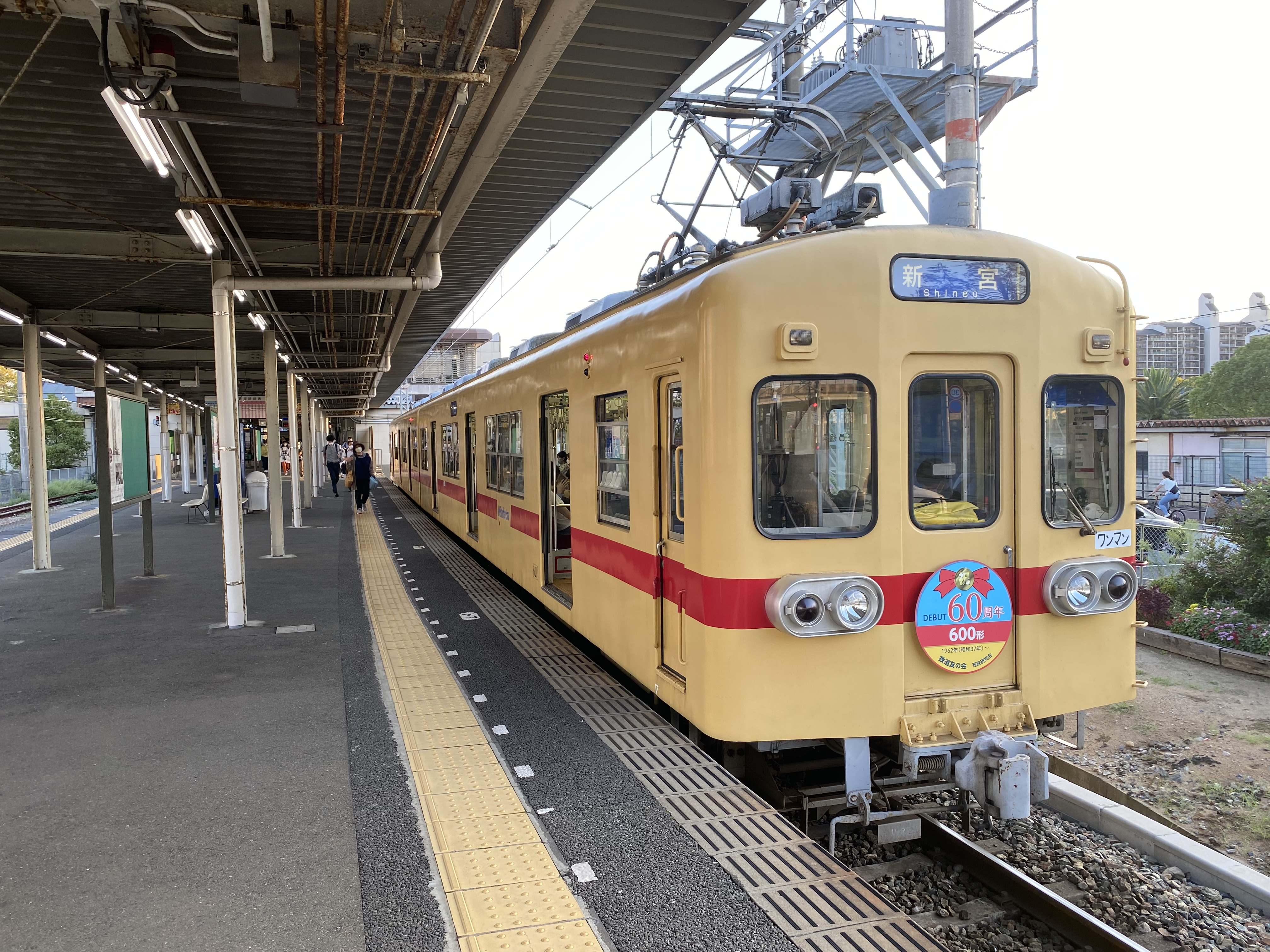
60周年記念ヘッドマーク (601F) 600形運行開始60周年を記念して2022年に鉄道友の会・西鉄研究会から60周年記念ヘッドマークが贈呈された
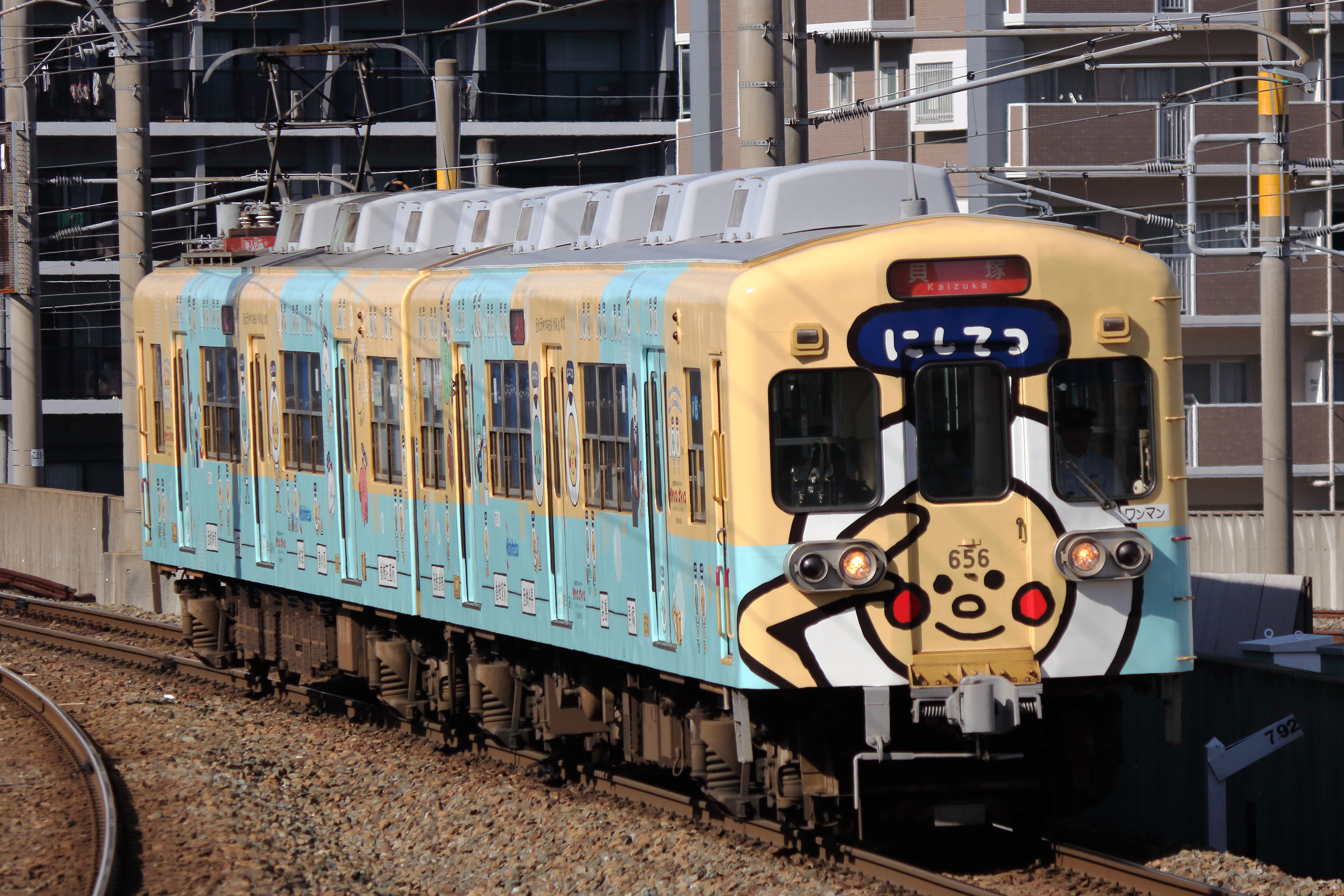
貝塚線100周年記念 (606F) 西鉄貝塚線開業100周年を記念した西鉄電車の公式キャラクター「ガタンコとゴトンコ」のラッピング（2024年5月23日から2025年3月31日まで運行）

#### 退役に伴うアイスグリーン塗装復刻
2025年（令和7年）からの退役開始を前に7月19日より貝塚線で運行中の600形の一部車両（606F）を大牟田線在籍時の「アイスグリーン」へと復刻の上で運行している。。

## モエ901・クエ902

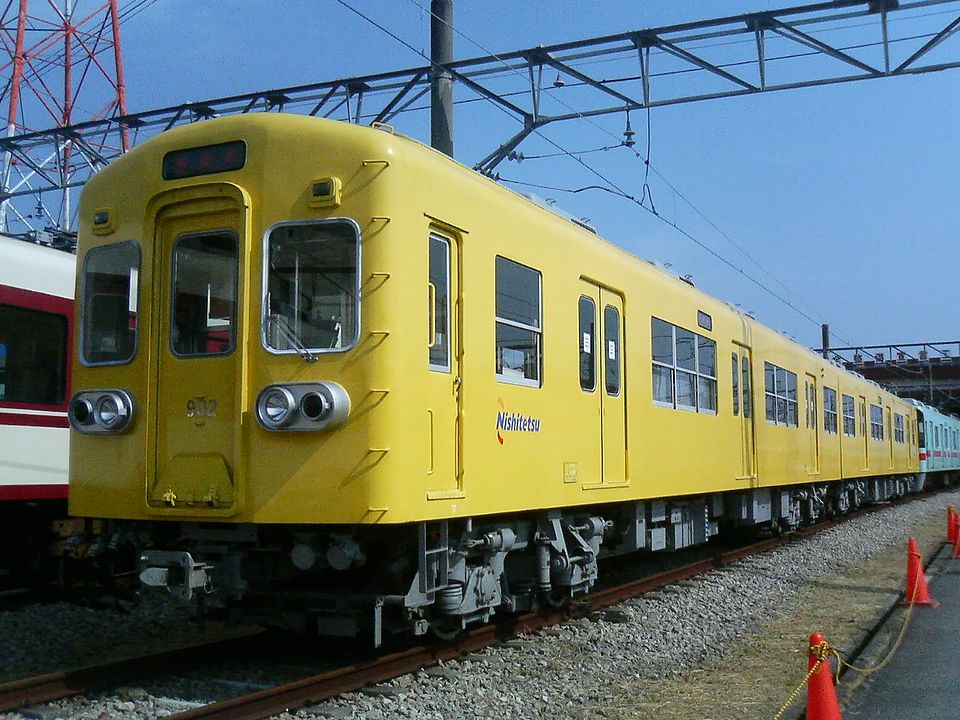
救援車クエ902-モエ901

従来救援車として配置されていたモワ803・811の代替のため、2003年に甘木線所属の614Fを救援車に改造した車両。旧番号と新番号の対応は614→901、664→902である。車体は黄色一色に塗り替えられた。901は作業時に作業員の詰所として使用するため車内設備はそのままである。902は座席が撤去されクレーンなどの復旧機材が設置されている。
2009年に架線検測機器を追加し、パンタグラフが下枠交差式からシングルアーム式に変更された。
通常は筑紫車両基地に常駐していたが、貝塚線に残っていた313形315Fを置き換えるため、旅客用に再改造、車号も元の614-664に改番の上、2015年1月17日付で貝塚線に転属した。当編成の代替として2014年5月20日付で5000形5123Fを改造した911編成が救援車となった。

## 外観の変遷
本形式の特徴として上述通り、デビュー時から現在および廃車時まで、外観が大きく変化したことが挙げられる（異端車653を除く）。目につきやすい例を挙げると前照灯で4種類（窓上1灯→窓上2灯→窓下前照灯のみ→窓下尾灯と横並び）、行先表示で3種類（窓下に行先板→窓下に行先幕→窓上に行先幕）、塗装で3種類（茶色→水色→黄色）、連結器まわりで3種類（密着連結器→密着連結器と排障器→自動連結器）などである。これら全ての組み合わせが存在するわけではないが、過度期にはこれらのパターンが重なり、一部でしか見られなかった編成も存在した。ただし車体の基本仕様は変わっておらず、窓・ドア・通過標識灯の位置は、デビュー以来そのままである。

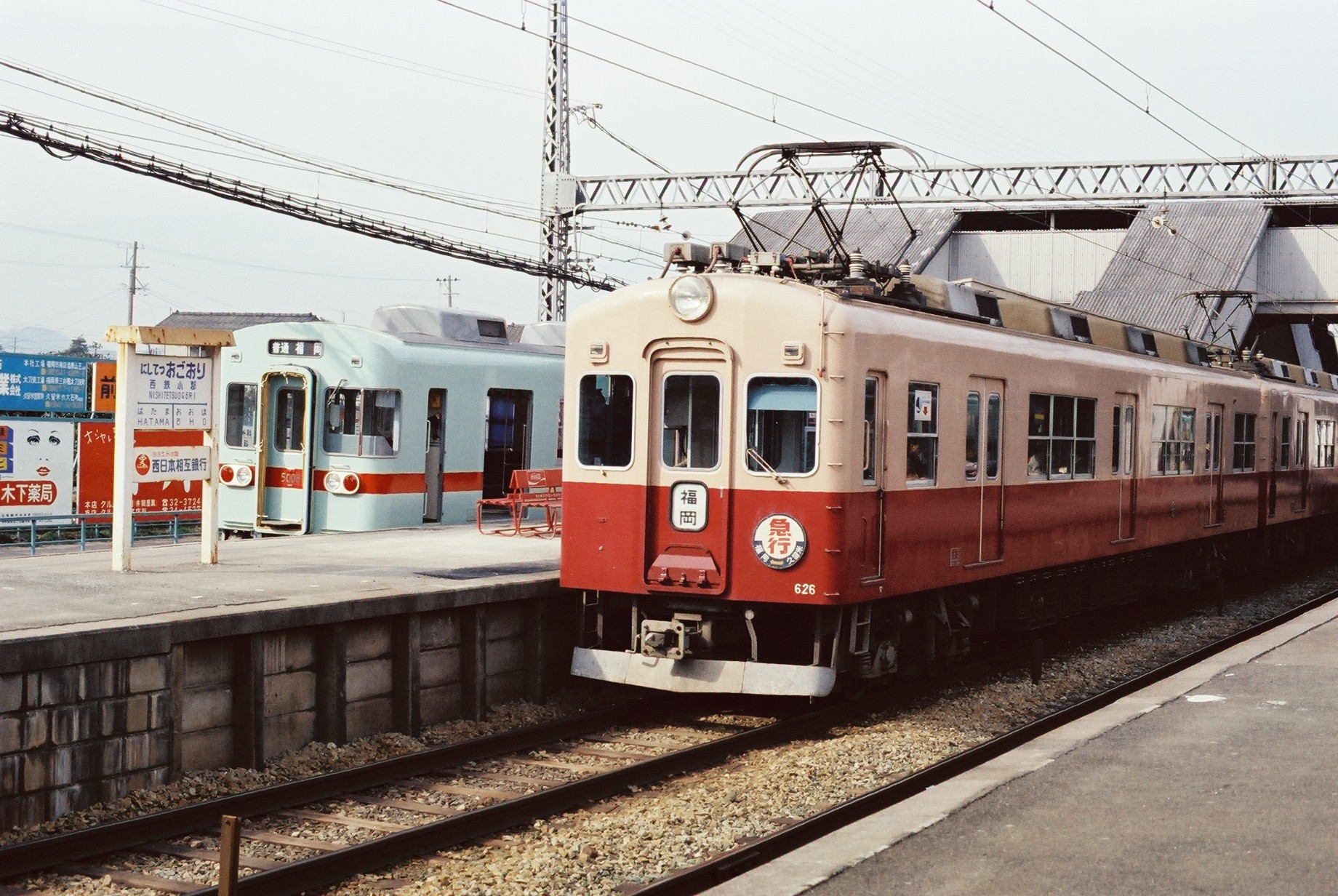
7次車モ626 1灯式の大型ヘッドライトが特徴。写真は冷房化改造された姿。登場時は非冷房だった。行き先表示は3次車までは看板式、4次車から手動式の行き先幕となった。 （1975年 - 79年ごろ、西鉄小郡駅にて）
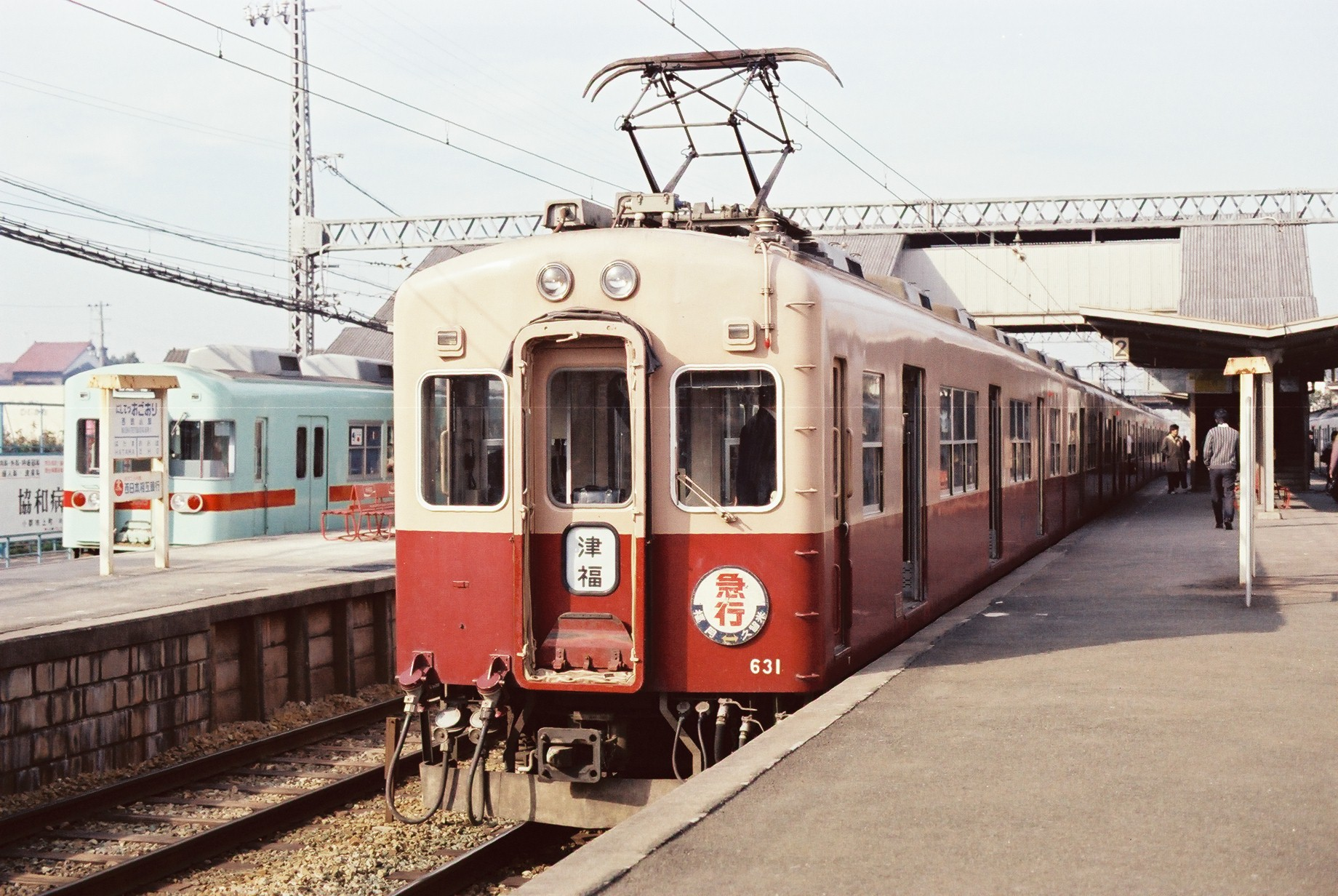
9次車モ631 1971年製8次車（モ628 -）から前照灯がシールドビーム2灯式に変更された。なお、700形の登場時も同様である。 （1975年 - 79年ごろ、西鉄小郡駅にて）
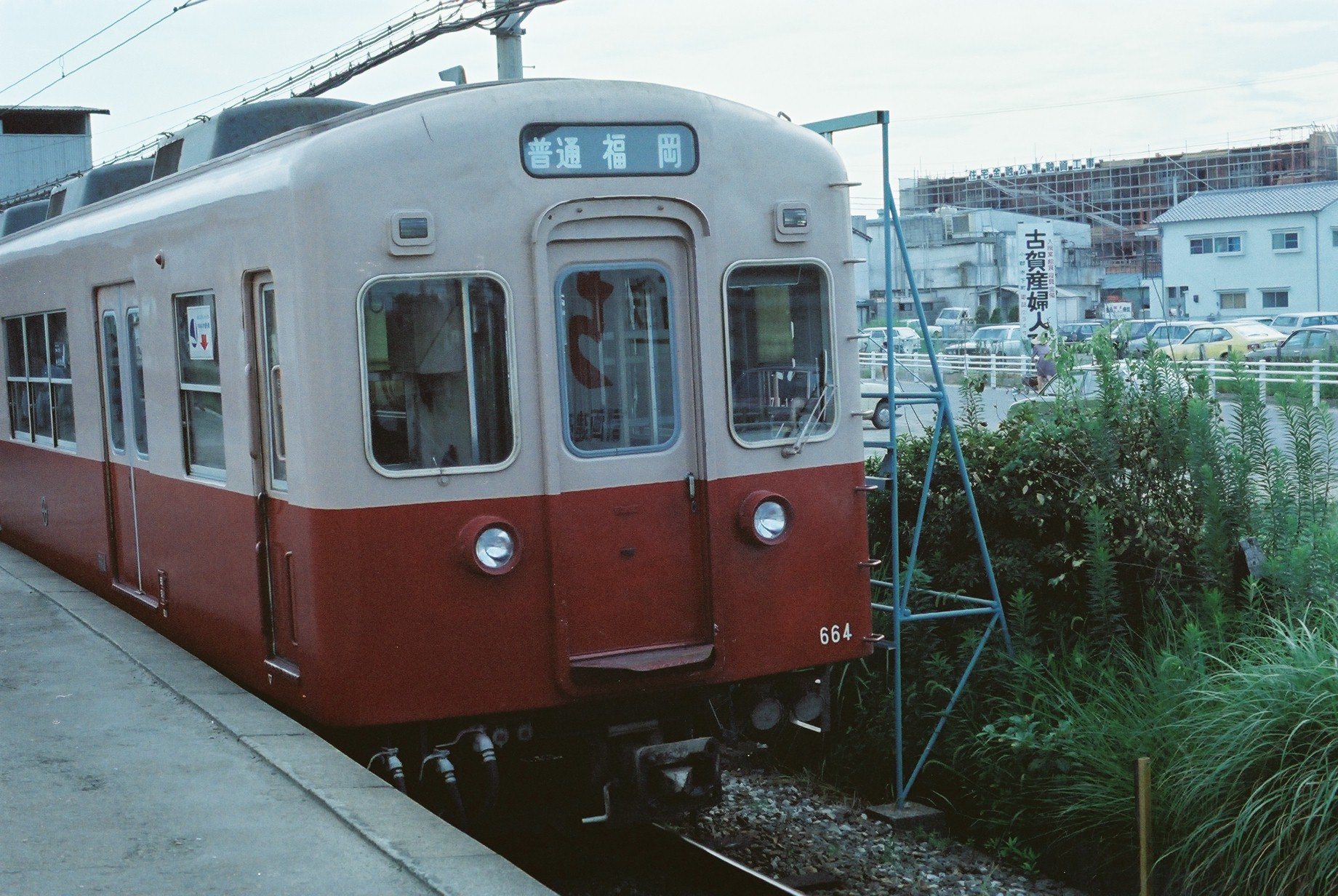
ク664 1977年 - 80年にかけて実施された方向幕自動化改造では、初期の施工車には前照灯2灯のみ（尾灯は標識灯と共通タイプ）という改造もされたが、短期間のみの存在で、前照灯・尾灯が一体型の姿に再改造されている。700形もいったんはこの姿になっている。 （日時不詳、西鉄小郡駅にて）
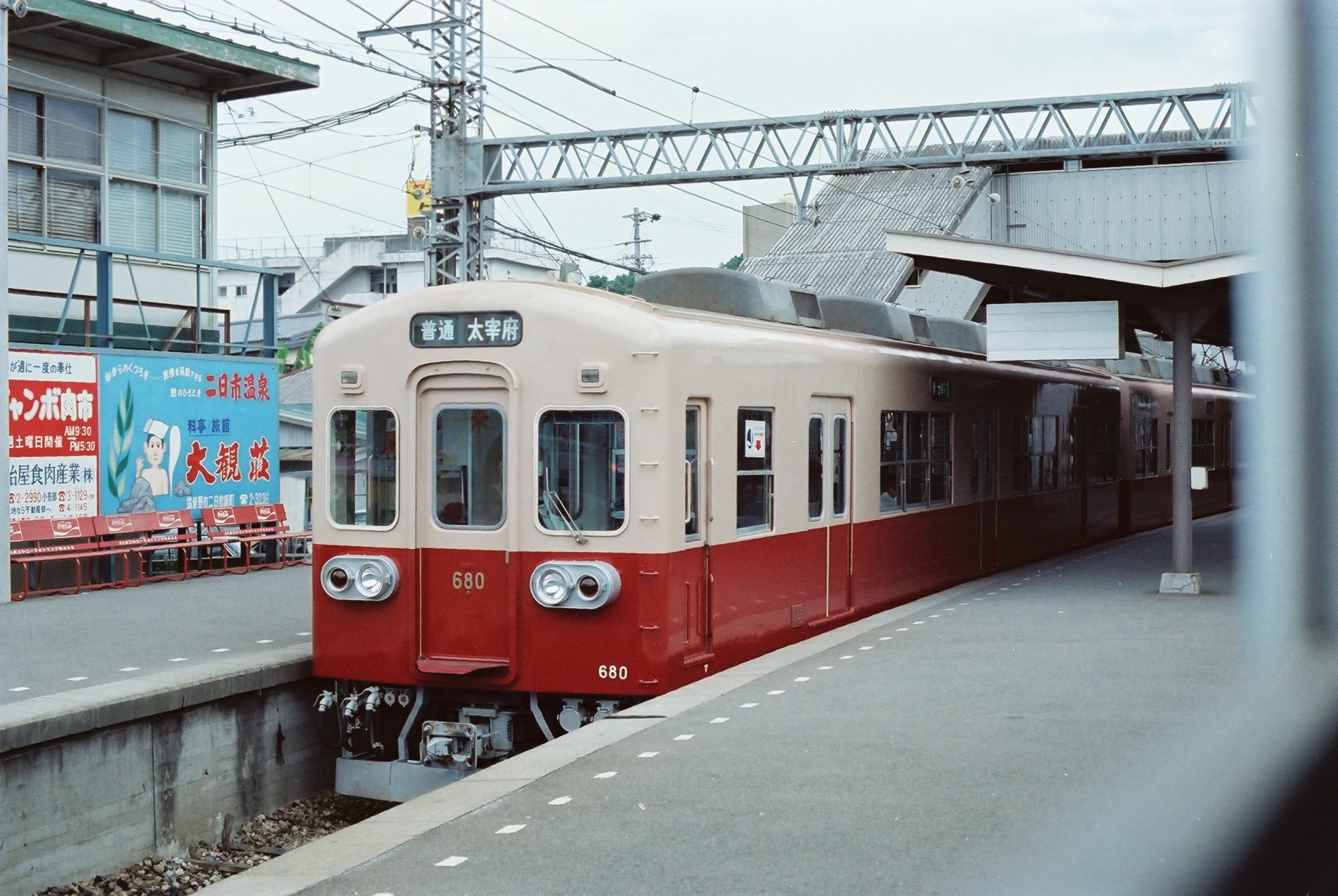
ク680 ヘッド・テールライトが一体型に交換されたが、この時点では塗装未変更であった。このあと、アイスグリーン色に変更された。 （日時不詳、西鉄二日市駅に停車中の車窓から）

## 主要諸元

### 天神大牟田・太宰府・甘木線用
※ 653を除く
- 最大寸法
  - 最大長：19,500mm
  - 最大幅：2,740mm
  - 最大高：4,060mm（制御車・付随車）/4,200 - 4,220mm（電動車）
- 車両重量：32.9t - 33.8t（電動車）/26.5t - 29t（制御車・付随車）
- 軌間：1435mm
- 台車：川車621（電動車）/川車622（制御車・付随車）、川重KW-7（電動車）/川重KW-8（制御車・付随車）
- 主電動機：
  - 形式：MB-3070-A (601 - 616) /MB-3070-A2（617 - 625・628 - 630）/MB-3070-A3 (631) /MB-3189-A（626・627, 改造による）
  - 出力：135kW / 675V (MB-3189-Aは340V)、電動車1両あたり4基
  - 歯数比：83:18 = 4.61：1
- 駆動方式：WN駆動方式

### 貝塚線用
- 最大寸法
  - 最大長：19,697mm
  - 最大幅：2,740mm
  - 最大高：4,265mm（電動車）/4,105mm（制御車）
- 車両重量：30.3t - 32.7t（電動車）/27.4t - 28.3t（制御車・付随車）
- 軌間：1067mm
- 台車：住友FS342
- 主電動機：
  - 形式：東洋電機TDK8066-A
  - 出力：120kW、電動車1両あたり4基
  - 歯数比：84:15 = 5.60：1
- 駆動方式：中空軸平行カルダン駆動方式

## 編成表

### 新製当初
|          | ← 大牟田福岡（天神）・太宰府 → |              |                |
| パンタ   | ◇                              |              | 竣工日         |
| 形式     | モ600 （Mc）                   | ク650 （Tc） | 竣工日         |
| 搭載機器 | CONT                           | CP, MG       | 竣工日         |
| 車両番号 | 601                            | 651          | 1962年9月25日  |
| 車両番号 | 602                            | 652          | 1962年9月25日  |
| 車両番号 | 603                            | 653          | 1962年9月25日  |
| 車両番号 | 604                            |              | 1962年9月25日  |
| 車両番号 | 605                            | 655          | 1963年7月25日  |
| 車両番号 | 606                            | 656          | 1963年7月25日  |
| 車両番号 | 607                            | 657          | 1963年7月25日  |
| 車両番号 | 608                            |              | 1964年9月10日  |
| 車両番号 | 609                            | 659          | 1964年9月10日  |
| 車両番号 | 610                            |              | 1964年9月10日  |
| 車両番号 | 611                            | 661          | 1964年9月10日  |
| 車両番号 |                                | 654          | 1965年10月12日 |
| 車両番号 | 612                            | 662          | 1965年10月12日 |
| 車両番号 | 613                            | 663          | 1965年10月12日 |
| 車両番号 | 614                            | 664          | 1966年9月27日  |
| 車両番号 | 615                            | 665          | 1966年9月27日  |
| 車両番号 | 616                            | 666          | 1966年9月27日  |
| 車両番号 | 617                            | 667          | 1967年10月3日  |
| 車両番号 | 618                            | 668          | 1967年10月3日  |
| 車両番号 | 619                            | 669          | 1967年10月3日  |
| 車両番号 | 620                            | 670          | 1967年10月16日 |
| 車両番号 | 621                            |              | 1967年10月16日 |
| 車両番号 | 622                            | 672          | 1967年10月16日 |
| 車両番号 | 623                            | 673          | 1969年10月16日 |
| 車両番号 | 624                            | 674          | 1969年10月16日 |
| 車両番号 | 625                            | 675          | 1969年10月16日 |
| 車両番号 | 626                            |              | 1969年10月16日 |
| 車両番号 | 627                            | 677          | 1969年10月16日 |
| 車両番号 | 628                            | 678          | 1971年4月26日  |
| 車両番号 | 629                            | 679          | 1971年4月26日  |
| 車両番号 | 630                            | 680          | 1971年4月26日  |
| 車両番号 | 631                            | 681          | 1972年12月4日  |

## 今後について
2025年度から2027年度にかけて7050形9編成18両全車に車両再生工事を施して貝塚線に転属し、現存する600形8編成16両は全車順次退役する予定。

## 画像ギャラリー

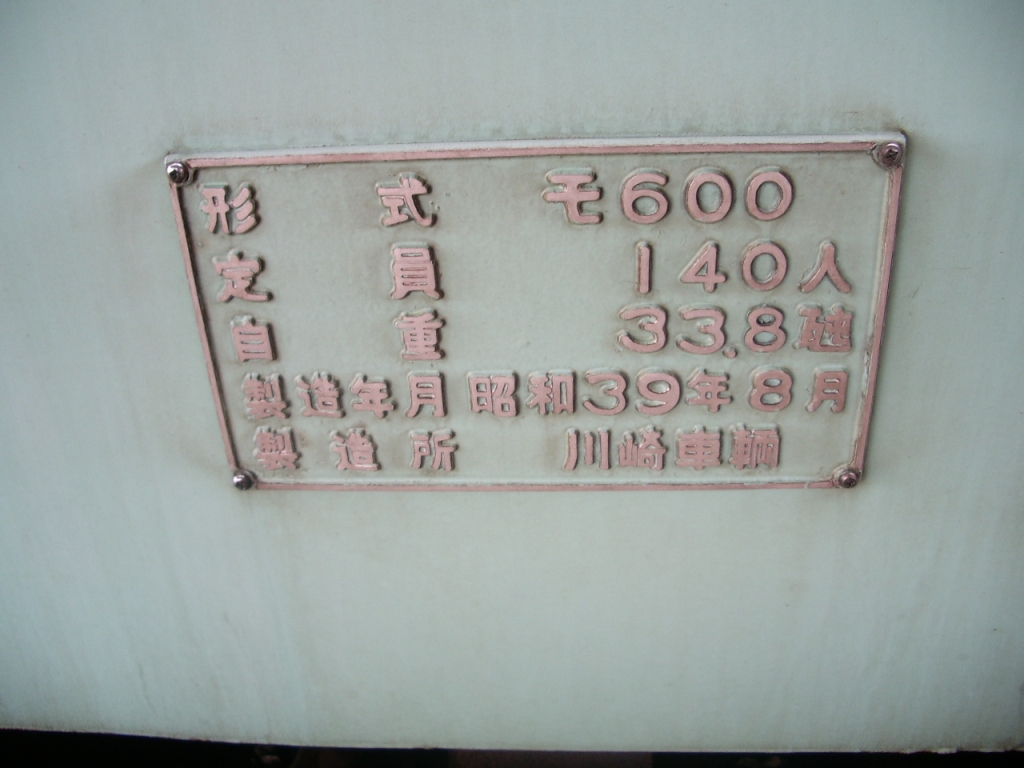
大牟田線時代の銘板（モ600）
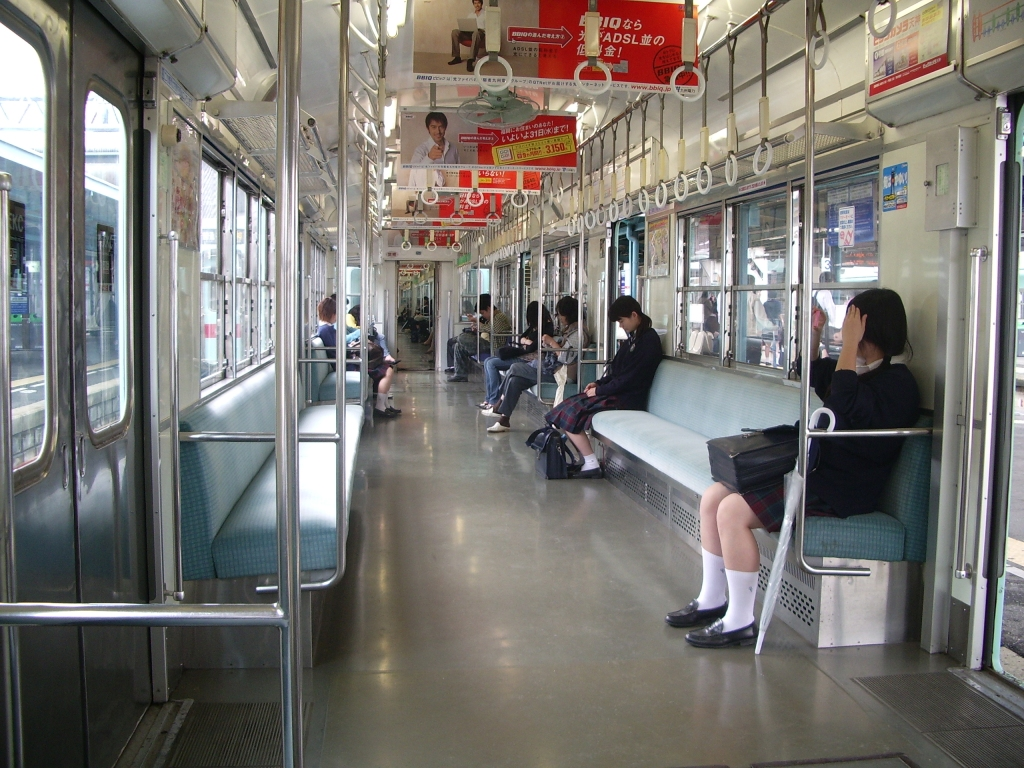
モ610（天神大牟田線）車内
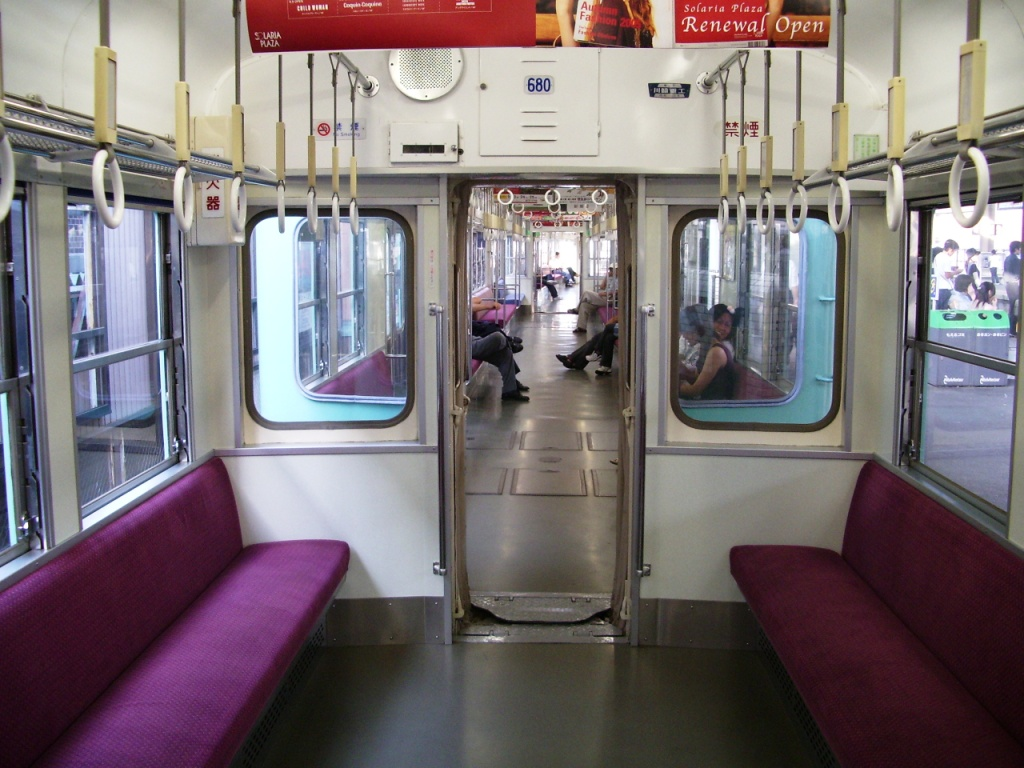
ク680とモ631（運転台撤去部分）連結部の車内
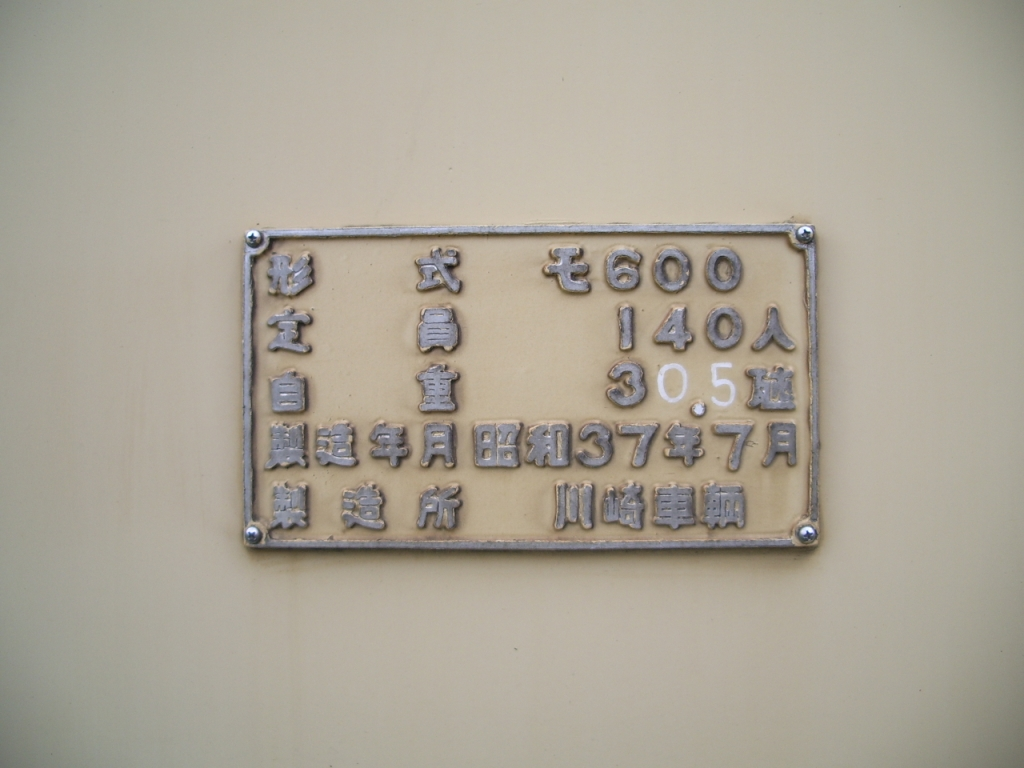
貝塚線時代の銘板（モ600）
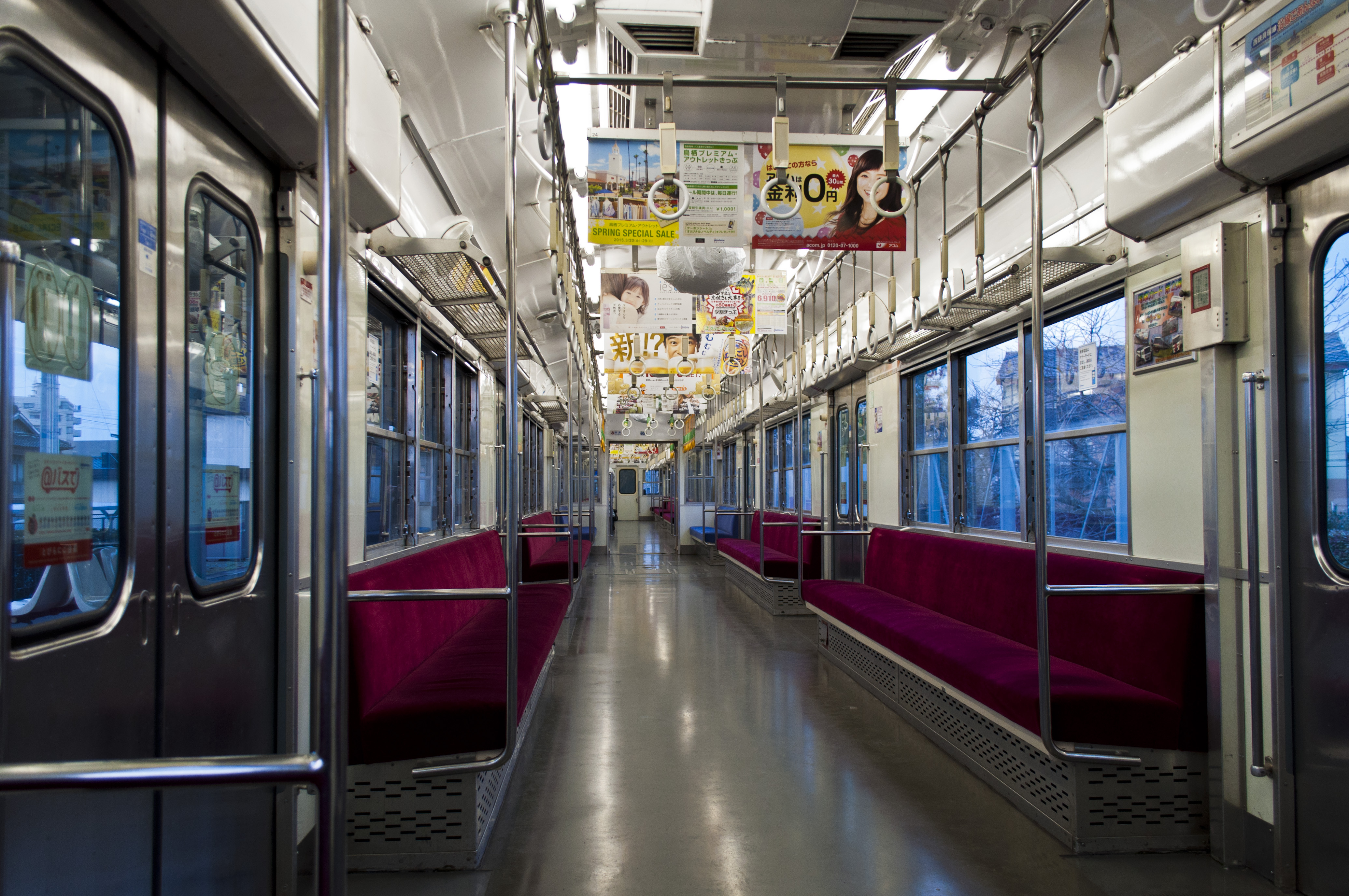
貝塚線用モ600の車内